# Le Viol (film, 1971)
Pour les articles homonymes, voir Le Viol.
Pour plus de détails, voir Fiche technique et Distribution.
Le Viol (Voldtekt) est un film norvégo-britannique réalisé par Anja Breien, sorti en 1971.

## Synopsis
Un jeune homme est accusé à tort d'un viol et d'une tentative de viol.

## Fiche technique
- Titre original : Voldtekt
- Titre français : Le Viol
- Réalisation : Anja Breien
- Scénario : Anja Breien et Per Blom
- Pays d'origine : Norvège et Royaume-Uni
- Format : Couleurs - 35 mm - Mono
- Genre : drame
- Durée : 96 minutes
- Date de sortie : 
  - 1er mars 1971 :  Norvège

## Distribution
- Svein Sturla Hungnes : Anders
- Anne Marie Ottersen : Wilhelmine Hansen
- Liv Thorsen : Rita
- Per Carlson : le procureur
- Olav Hestenes : Forsvareren
- Kjell Stormoen : le magistrat
- Sverre Horge : Frank Iversen
- Erik Øksnes : l'officier Holen
- Katja Medbøe : Karen

## Distinctions
Le film a été présenté à la Quinzaine des réalisateurs, en sélection parallèle du festival de Cannes 1971.